# Leichtathletik-Weltmeisterschaften 2015/Teilnehmer (Tansania)
| Gelbes Symbol für Goldmedaillen mit stilisierten Olympischen Ringen | Graues Symbol für Silbermedaillen mit stilisierten Olympischen Ringen | Braundes Symbol für Bronzemedaillen mit stilisierten Olympischen Ringen |
| ------------------------------------------------------------------- | --------------------------------------------------------------------- | ----------------------------------------------------------------------- |
| —                                                                   | —                                                                     | —                                                                       |

Der Leichtathletikverband Tansanias nominierte vier Athleten für die Leichtathletik-Weltmeisterschaften 2015 in der chinesischen Hauptstadt Peking.

## Ergebnisse

### Männer

#### Laufdisziplinen
| Athlet               | Disziplin | Vorlauf | Vorlauf | Halbfinale | Halbfinale | Finale    | Finale |
| Athlet               | Disziplin | Zeit    | Platz   | Zeit       | Platz      | Zeit      | Platz  |
| -------------------- | --------- | ------- | ------- | ---------- | ---------- | --------- | ------ |
| Ismail Juma          | 10.000 m  |         |         |            |            | DNF       | DNF    |
| Ezekiel Jafary       | Marathon  |         |         |            |            | 2:23:43 h | 27     |
| Fabiano Joseph       | Marathon  |         |         |            |            | 2:35:27 h | 42     |
| Alphonce Felix Simbu | Marathon  |         |         |            |            | 2:16:58 h | 12     |